# Liste des députés européens de Belgique de la 5e législature
La Belgique dispose de 25 sièges au parlement européen pour la législature 1999-2004.

## Liste
| Nom | Collège                          | Parti                                                                            | Groupe                           |
| --- | -------------------------------- | -------------------------------------------------------------------------------- | -------------------------------- |
| Gérard Deprez | collège électoral francophone    | Mouvement des citoyens pour le changement                                        | PPE                              |
| Mathieu Grosch | collège électoral germanophone   | Christlich Soziale Partei                                                        | PPE                              |
| Michel Hansenne | collège électoral francophone    | Parti social chrétien                                                            | PPE                              |
| Miet Smet | collège électoral néerlandophone | Christelijke Volkspartij                                                         | PPE                              |
| Marianne Thyssen | collège électoral néerlandophone | Christelijke Volkspartij                                                         | PPE                              |
| Jean-Maurice Dehousse (Remplace Philippe Busquin le 16 septembre 1999.) | collège électoral francophone    | Parti socialiste                                                                 | PSE                              |
| Véronique De Keyser (Remplace Claude Desama le 25 septembre 2001.) | collège électoral francophone    | Parti socialiste                                                                 | PSE                              |
| Olga Zrihen (Remplace Jacques Santkin le 6 avril 2001 qui remplace Freddy Thielemans le 1er février 2001.)                                                                  | collège électoral francophone    | Parti socialiste                                                                 | PSE                              |
| Saïd El Khadraoui (Remplace de Kathleen Van Brempt le 7 octobre 2003, qui remplace Peter Bossu le 13 janvier 2000, à la place de Frank Vandenbroucke qui renonce à siéger.) | collège électoral néerlandophone | Socialistische Partij                                                            | PSE                              |
| Anne Van Lancker | collège électoral néerlandophone | Socialistische Partij                                                            | PSE                              |
| Jan Dhaene (Remplace Luckas Vander Taelen le 1er septembre 2002.) | collège électoral néerlandophone | Agalev Socialistische Partij Anders (2004)                                       | Verts/ALE PSE                    |
| Anne André-Léonard (Remplace Daniel Ducarme le 16 juin 2003.) | collège électoral francophone    | Parti réformateur libéral                                                        | ELDR                             |
| Willy De Clercq | collège électoral néerlandophone | Vlaamse Liberalen en Democraten                                                  | ELDR                             |
| Jacqueline Rousseaux (Remplace Frédérique Ries le 19 février 2004.) | collège électoral francophone    | Parti réformateur libéral                                                        | ELDR                             |
| Dirk Sterckx | collège électoral néerlandophone | Vlaamse Liberalen en Democraten                                                  | ELDR                             |
| Johan Van Hecke | collège électoral néerlandophone | Christelijke Volkspartij (1999-2003) Vlaamse Liberalen en Democraten (2003-2004) | PPE (1999-2002) ELDR (2002-2004) |
| Pierre Jonckheer | collège électoral francophone    | Ecolo                                                                            | Verts/ALE                        |
| Paul Lannoye | collège électoral francophone    | Ecolo                                                                            | Verts/ALE                        |
| Monica Frassoni | collège électoral francophone    | Ecolo                                                                            | Verts/ALE                        |
| Patsy Sörensen | collège électoral néerlandophone | Agalev                                                                           | Verts/ALE                        |
| Nelly Maes | collège électoral néerlandophone | Volksunie                                                                        | Verts/ALE                        |
| Bart Staes (A la place de Bert Anciaux, qui renonce à siéger.) | collège électoral néerlandophone | Volksunie                                                                        | Verts/ALE                        |
| Ward Beysen (A la place d'Annemie Neyts-Uyttebroeck qui renonce à siéger.)                                                                                                  | collège électoral néerlandophone | Vlaamse Liberalen en Democraten                                                  | PPE (1999-2004) NI (2003-2004)   |
| Philip Claeys (Remplace Frank Vanhecke le 16 juin 2003.) | collège électoral néerlandophone | Vlaams Blok                                                                      | NI                               |
| Koenraad Dillen (Remplace Karel Dillen le 16 juin 2003.) | collège électoral néerlandophone | Vlaams Blok                                                                      | NI                               |